# Brompton Road (Metropolitano de Londres)
A Estação de Brompton Road é uma estação inativa que pertence ao Metrô de Londres. Ela fica na Piccadilly line na Brompton Road em Brompton, Londres.